# Samuel van Hoogstraten (schilder)
Samuel van Hoogstraten (Dordrecht, 2 augustus 1627 – aldaar, 19 oktober 1678) was een Nederlandse kunstschilder, etser, dichter en theoreticus.

## Leven
Van Hoogstraten ging eerst in de leer bij zijn vader Dirk van Hoogstraten. Na de dood van zijn vader werkte hij tussen 1640 en 1648 als leerling in het atelier van Rembrandt. Diens stijl is goed herkenbaar in zijn tekeningen. Van 1651 tot 1654 werkte hij in Duitsland en Wenen en van 1662 tot 1666 in Londen. Daarna ging hij terug naar zijn geboortestad Dordrecht waar hij tot aan zijn dood bleef wonen.
Wellicht onder invloed van Carel Fabritius ging hij zich interesseren voor de problematiek van het perspectief en eveneens voor de trompe-l'oeilschilderkunst, die hij ook toepaste voor interieurs (Mauritshuis, Den Haag). 
In 1678 publiceerde hij een inleiding in de schilderkunst, onder de titel Inleyding tot de hooge schoole der schilderkonst. Het boek werd een succes.
Bekende werken zijn onder andere:
- Vrouw bij een half open deur (1645, Art Institute of Chicago, Chicago)
- De man aan het venster (1653, Kunsthistorisches Museum, Wenen)
- De bleekzuchtige dame (1667, Rijksmuseum, Amsterdam)
- Interieur met vrouw en hond (1678, Dordrechts Museum)
- Kijkdozen (National Gallery, Londen)

## Werken

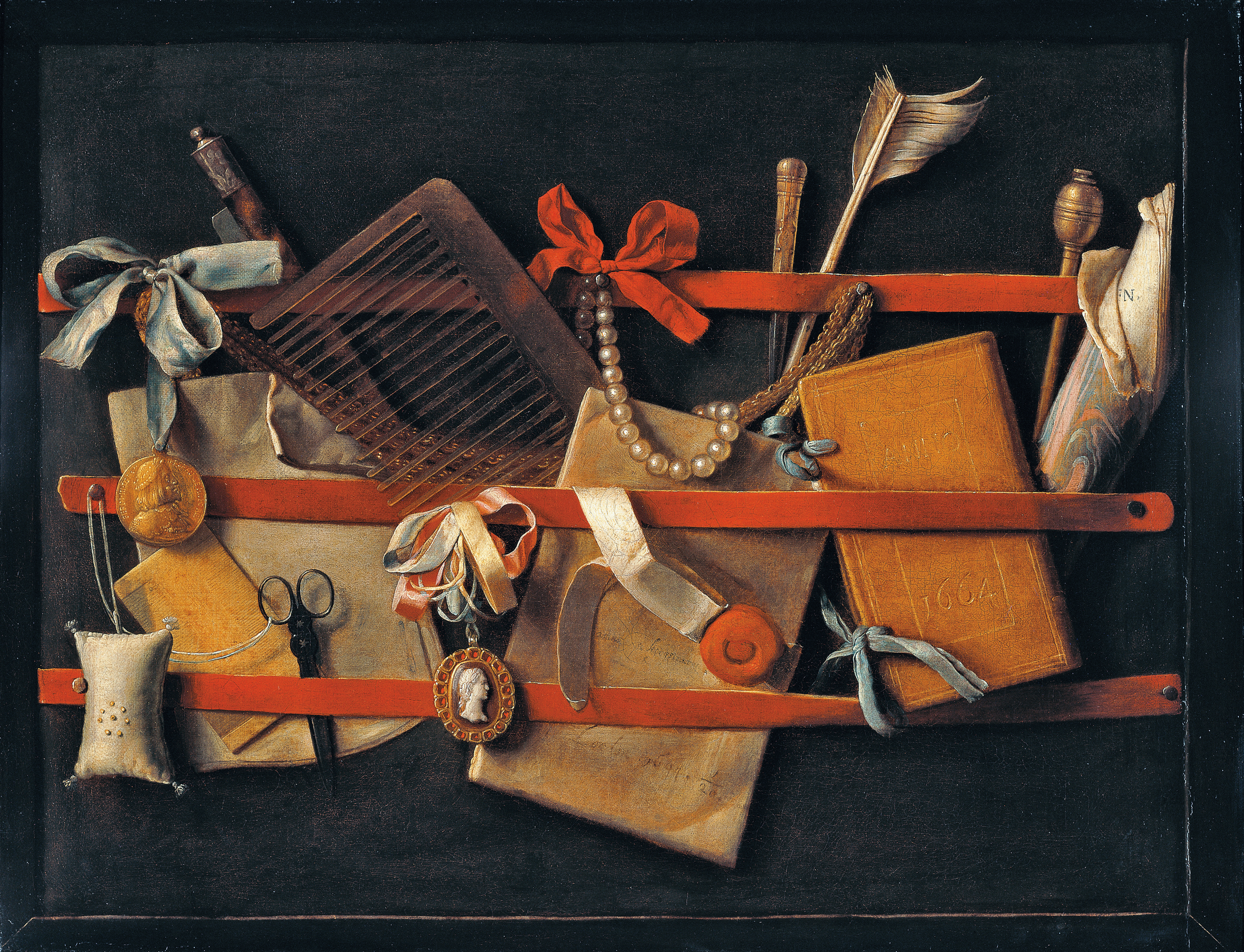
'Brievenbord, Londen 20 januari 1664, 1664
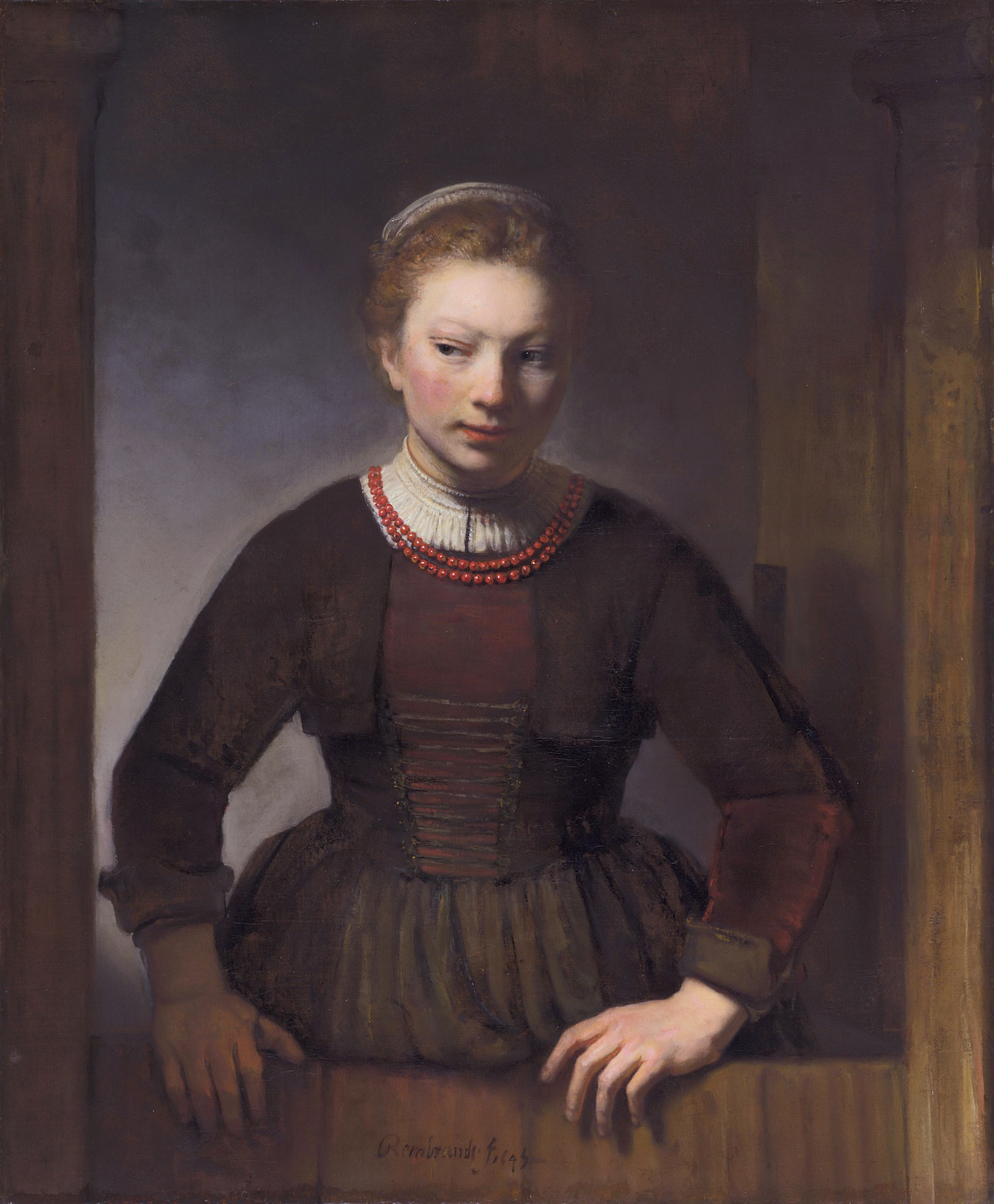
Vrouw bij een halfopen deur, 1645.
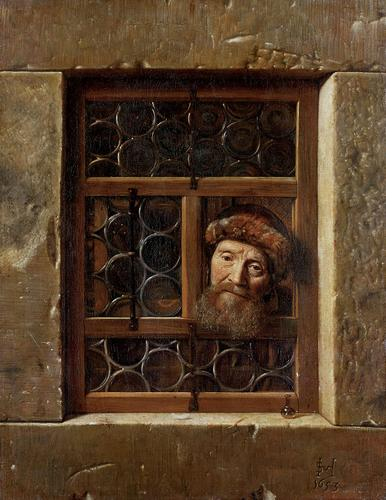
Oude man in venster, 1653.
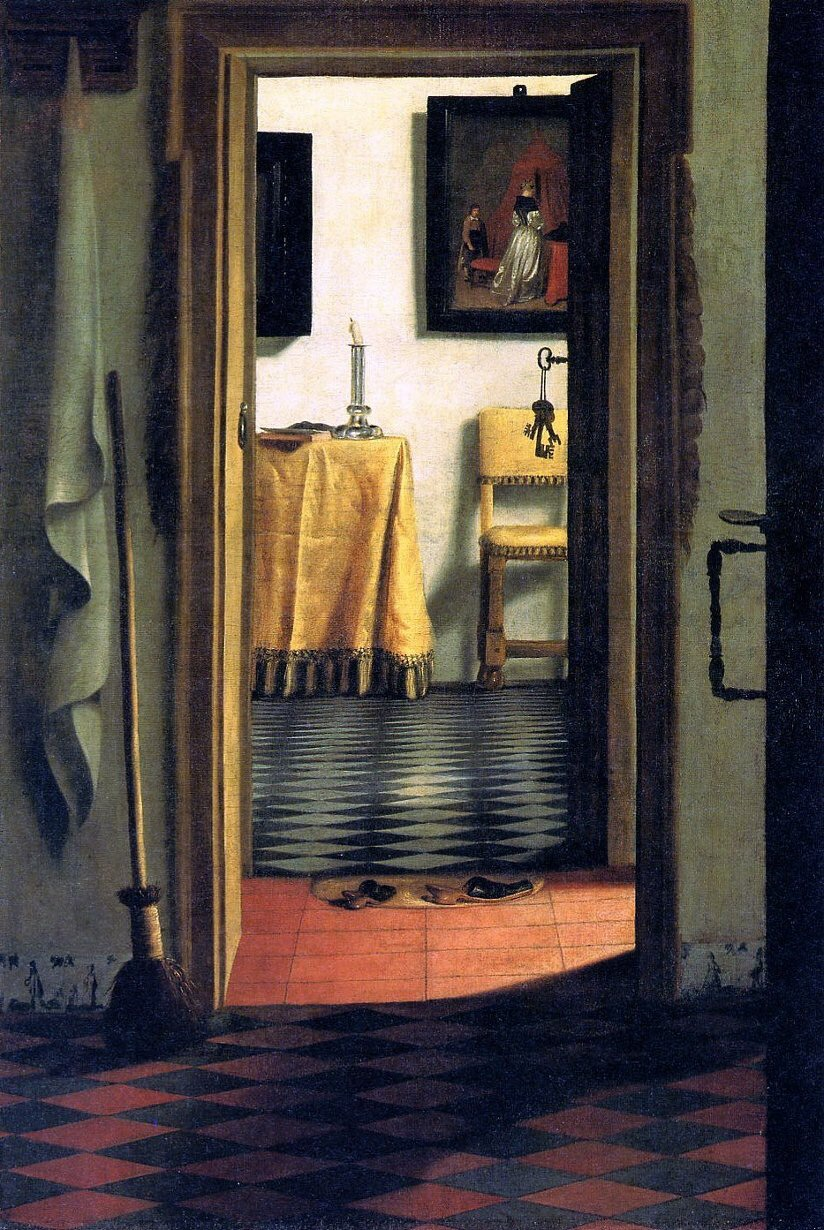
De pantoffels, ca. 1660.
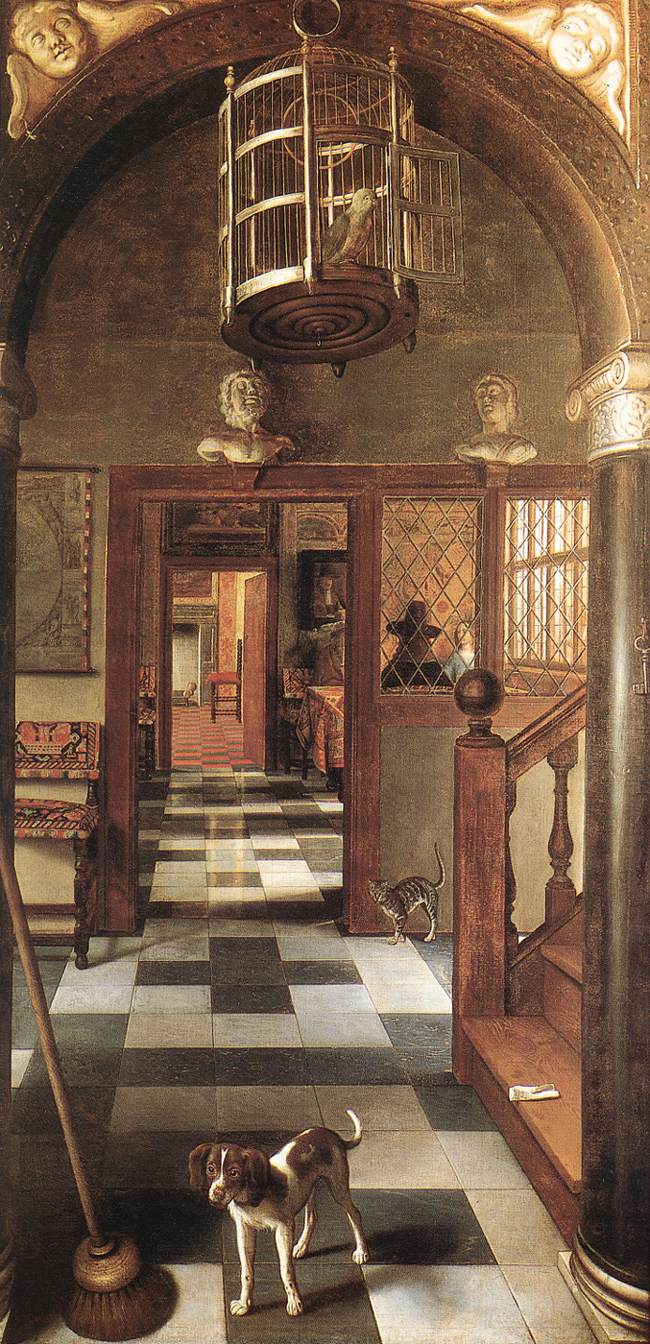
Zicht op een gang, 1662.
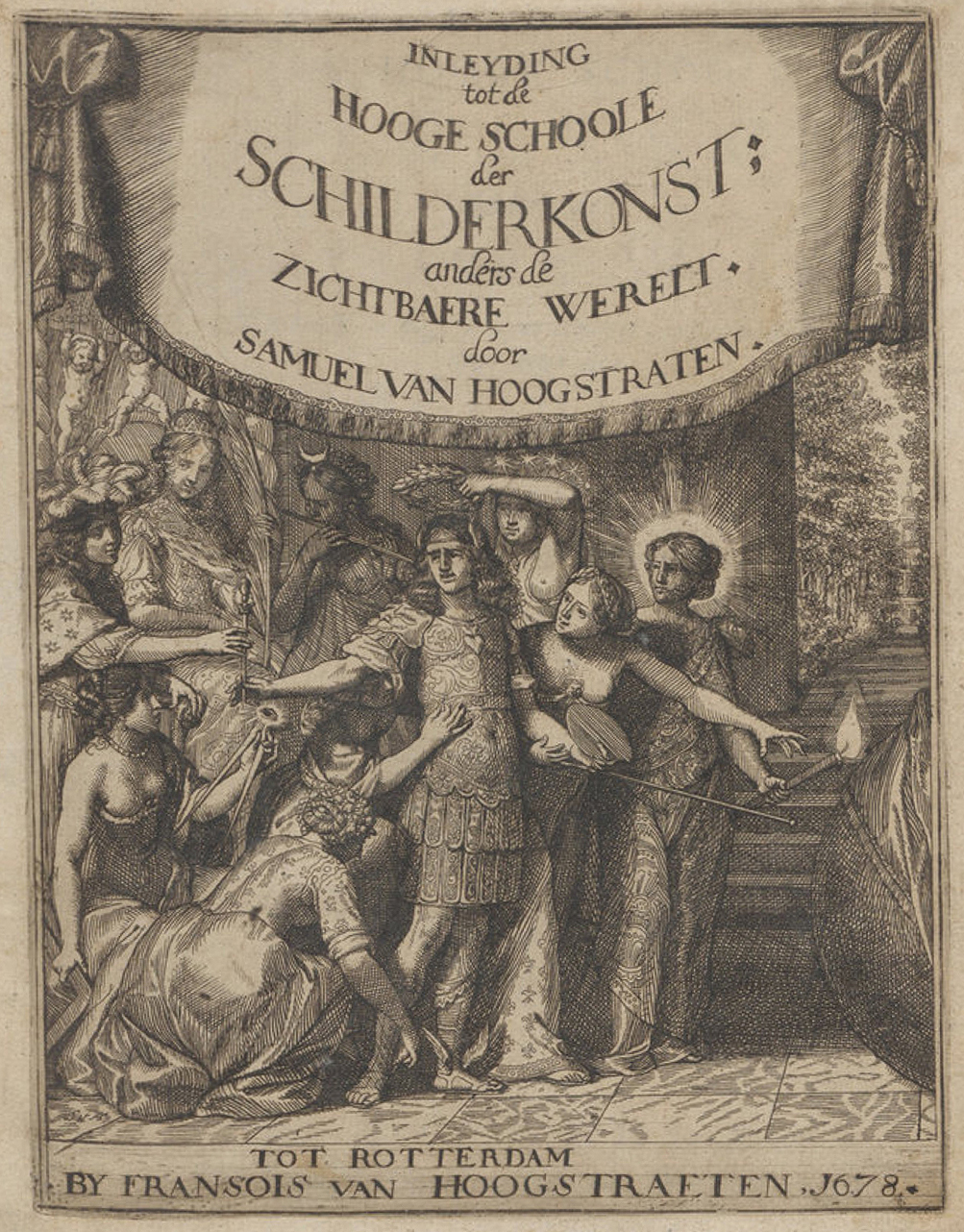
Illustratie bij Inleyding tot de Hooge Schoole der Schilderkonst, 1678